# KK Metalac Valjevo
Maillots
Le KK Metalac Valjevo (en serbe : КК Металац Ваљево) est un club serbe de basket-ball, basé dans la ville de Valjevo, en Serbie.  Le club évolue en KLS, soit le plus haut niveau du championnat de Serbie de basket-ball.

## Joueurs célèbres ou marquants
| - Stefan Birčević - Zlatko Bolić - Petar Božić - Duško Bunić - Mile Ilić - Marko Ljubičić - Aleksandar Mitrović - Stefan Sinovec - Jovan Teodosić | - Kimani Ffriend - Ivan Maraš - Harry Ezenibe - Reggie Freeman |